# تفريس
التفريس، أو الفرسنة هو مصطلح في علم الاجتماع يشير إلى عملية التحوّل الثقافي التي تُفضي إلى تحويل جماعة أو مجتمع ما إلى كيان يحمل الطابع الفارسي، سواء من حيث اللغة أو الهوية أو القيم. وتُعدّ هذه العملية شكلاً من أشكال الاستيعاب الثقافي الذي يتضمن غالبًا تحولًا لغويًا، يتم خلاله إحلال اللغة الفارسية محلّ اللغة الأصلية للجماعة المستهدفة. ولا يقتصر هذا المصطلح على الثقافات فحسب، بل يشمل أيضًا الأفراد، الذين ينخرطون في الثقافة الفارسية إلى حدّ التماهي معها ويصبحون «متفرسين» أو «متأفرسين».
تاريخيًا، تم تطبيق المصطلح بشكل شائع للإشارة إلى تغييرات ثقافة الشعوب غير الإيرانية التي عاشت داخل المجال الثقافي الفارسي، خاصة خلال الفترات الإسلامية المبكرة والوسطى مثل العرب ومختلف شعوب جنوب القوقاز (مثل الجورجيين والأرمن والأذريين) والشعوب التركية بما في ذلك السلاجقة والعثمانيون والغزنويون. وقد تمثّل التفريس في تبنّي هذه الشعوب جوانب متعددة من الثقافة الفارسية، وعلى رأسها اللغة والأدب وأنماط الحكم والإدارة. كما امتد أثر التفريس خارج حدود فارس الجغرافية، ليشمل مناطق واسعة من الأناضول وجنوب آسيا، حيث تأثرت شعوب تلك المناطق بالثقافة الفارسية نتيجة التفاعل السياسي والحضاري مع الدول والإمبراطوريات ذات الطابع الفارسي.

## التاريخ

### فترة ما قبل الإسلام
على عكس الإغريق والإمبراطورية الرومانية، لم تكن الإمبراطورية الأخمينية الفارسية القديمة مهتمة بنشر ثقافتها بين الشعوب التي احتلتها. يمكن القول إن أول حلقة مسجلة من عصر التفريس تعود إلى الإسكندر الأكبر، الذي تبنى اللباس الفارسي والعادات وسلوكيات البلاط الفارسية بعد غزو الإمبراطورية الفارسية في القرن الرابع قبل الميلاد. لقد تزوج كذلك من أميرة فارسية، ستاتيرا الثانية وجعل رعاياها يلقيون أنفسهم على وجوههم عندما يقتربون منه، على الطراز الفارسي، والذي يعرف لدى الإغريق بكونه عادة التزاوج، وهو تقبيل رمزي لليد يفعله الفرس لرؤسائهم الاجتماعيين. كما لاحظ أيضًا بوكستاس اللباس والممارسات الفارسية، وكان في وقت لاحق ساترابًا لبارس، حيث تصالح لصالح الفرس لحكمه في مقابل أولئك المقدونيين.

### الفترة الإسلامية المبكرة إلى القرن الخامس عشر
بعد سقوط السلالة الساسانية عام 651، تبنى العرب الأمويون العديد من العادات الفارسية، لا سيما السلوكيات الإدارية والسلوكية. كان حكام الأقاليم العرب إما من العرق الآرامي أو من العرق الفارسي. من المؤكد أن اللغة الفارسية ظلت لغة الأعمال الرسمية للخلافة حتى اعتماد اللغة العربية في نهاية القرن السابع، عندما بدأ سك النقود في عاصمة الخلافة دمشق عام 692. لقد تطورت العملات الإسلامية الجديدة من تقليد العملات الساسانية والبيزنطية، وتم استبدال الكتابة البهلوية على العملة المعدنية بالخط العربي.
أنشأ العباسيون، بعد عام 750م، عاصمتهم فيما يعرف الآن بالعراق في بغداد. يمكن ملاحظة تحول في التوجه نحو الشرق شجعه زيادة تقبل التأثير الثقافي الفارسي وجذور الثورة العباسية في خراسان، في أفغانستان.

### من القرن السادس عشر إلى القرن الثامن عشر
نهضت قوتان رئيسيتان في غرب آسيا، الصفويين الفرس والعثمانيين الأتراك. أعاد الصفويون تأكيد الثقافة الفارسية وهيمنتهم على جنوب القوقاز وشرق الأناضول وبلاد ما بين النهرين ومناطق أخرى. كما تبنى العديد من الخانات والحكام الآخرين العادات والملابس الفارسية ورعوا الثقافة الفارسية. لقد أسسوا مدينة دربند في شمال القوقاز (الآن في داغستان في روسيا). تبنت العديد من الشعوب العرقية العديد من جوانب الثقافة الفارسية وساهمت في إضفاء الطابع الفارسي عليها.
في الوقت نفسه، كان العثمانيون وأسلافهم، ومختلف حكام دولة سلاجقة الروم، يرعون الثقافة الفارسية بشدة لدرجة أنهم أصبحوا فارسيين بالكامل. اعتمد العثمانيون، على سبيل المثال، أسماءً وألقابًا فارسية، وجعلوا الفارسية لغة رسمية ومرموقة؛ تبنوا المطبخ الفارسي، والرقصات، والأدب، وأضفوا العديد من الكلمات الفارسية إلى لغتهم الخاصة.

### العصور الحديثة
في العصر الحديث، غالبًا ما يستخدم المصطلح فيما يتعلق بالمتحدثين غير الفارسيين مثل الأذريين والأكراد.
لقد قيل أن القومية الإيرانية الحديثة تأسست خلال عهد بهلوي واستندت إلى هدف تشكيل دولة قومية حديثة. ما يتم تجاهله في كثير من الأحيان هو أن جذور القومية الإيرانية تعود إلى ما قبل البهلوية في أوائل القرن العشرين. ركزت القومية التركية، عشية الحرب العالمية الأولى، الدعاية على الأراضي الناطقة بالتركية في إيران والقوقاز وآسيا الوسطى. كان الهدف النهائي هو إقناع هؤلاء السكان بالانفصال عن الكيانات السياسية الأكبر التي ينتمون إليها والانضمام إلى الوطن التركي الجديد. كان هذا هو النداء الأخير للأذربيجانيين الإيرانيين، والذي تَعَارض مع نوايا القومية التركية، مما تسبب في جعل مجموعة صغيرة من المثقفين الأذربيجانيين من أقوى المدافعين عن وحدة أراضي إيران. وبعد الثورة الدستورية في إيران، تبنى الديمقراطيون الأذربيجانيون القومية الرومانسية كرد فعل على السياسات الوحدوية القومية المنبثقة من تركيا الحديثة والتي تهدد وحدة أراضي إيران. خلال هذه الفترة تم اقتراح سياسات الأيرنة والتجانس اللغوي كطابع دفاعي ضد الآخرين. وعلى عكس ما قد يتوقعه المرء، كان الأذربيجانيون الإيرانيون في مقدمة أولويات مبتكري هذه القومية الدفاعية. لقد رأوا أن ضمان وحدة أراضي البلاد هو الخطوة الأولى في بناء مجتمع يقوم على القانون والدولة الحديثة. ومن خلال هذا الإطار، فإن ولائهم السياسي فاق انتماءاتهم العرقية والإقليمية. لقد مهّد تبني هذه السياسات التكاملية الطريق لظهور القومية الثقافية للمجموعة العرقية الفخرية.
وفقًا لتاديوش سويتوتشوفسكي، ففي ثلاثينيات القرن الماضي، تم استخدام المصطلح لوصف السياسة الرسمية التي انتهجها رضا شاه بهلوي لاستيعاب الأقليات العرقية في إيران (الإيرانيون وكذلك غير الإيرانيين). وعلى وجه الخصوص، وفي إطار هذه السياسة، فقد تم حظر اللغة الأذربيجانية من الاستخدام في مباني المدارس، وفي العروض المسرحية والاحتفالات الدينية وفي نشر الكتب. كتب سويتوتشوفسكي:

## سلطنة مغول الهند
كانت سلطنة مغول الهند قوة إمبريالية إسلامية حكمت جزءً كبيرًا من شبه القارة الهندية وأفغانستان في جنوب آسيا. ومن عام 1526، غزا المغول شبه القارة الهندية، من قاعدتهم الأولية في كابول، وحكموا، بحلول أواخر القرن السابع عشر وأوائل القرن الثامن عشر حتى منتصف القرن التاسع عشر، معظم هندستان (جنوب آسيا). لقد كان الأباطرة من نسل التيموريين الذين اعتنقوا الثقافة الفارسية، واعتنقوا الإسلام وأقاموا في تركستان، وكانوا مسؤولين عن انتشار الثقافة الفارسية والإسلامية في آسيا الوسطى. وفي ذروة قوتهم حوالي العام 1700، سيطروا على معظم شبه القارة الهندية وأفغانستان ونشروا الثقافة الفارسية في جميع أنحاء العالم، تمامًا كما فعل أسلافهم الغزنويون الأتراك وسلطنة دلهي التركية الأفغانية. وبشكل عام، ومنذ أيامها الأولى، انتشرت الثقافة واللغة الفارسية في جنوب آسيا من قبل العديد من السلالات الفارسية في آسيا الوسطى التركية والأفغانية.
حدد ظهير الدين بابر، مؤسس سلطنة مغول الهند، نسبه كتيموري وتركو-جغتائي، وكان أصله وبيئته وتدريبه وثقافته فارسية. كان مسؤولًا إلى حد كبير عن تعزيز الثقافة من قبل نسله وعن توسع التأثير الثقافي الفارسي في شبه القارة الهندية (وأفغانستان)، مع نتائج أدبية وفنية وتاريخية رائعة. العديد من الأعمال الفنية مثل تاج محل وضريح همايون ومسجد بادشاهي هي من العمارة الإسلامية الفارسية، بأسماء فارسية. كانت اللغة الفارسية هي اللغة الرسمية لبلاط المغول، حتى غيرها البريطانيون بالأردية.

## أفغانستان
بحلول عام 1964، استشهد دستور أفغانستان باللغة الدرية كواحدة من لغتيه الرسميتين إلى جانب اللغة البشتوية. ومع أن الأخيرة هي اللغة الوطنية المعينة، فقد ظلت الدرية لغة مشتركة.
هناك مبادرات حديثة تحاول «تحويل» جميع الاتصالات الحكومية إلى اللغة البشتونية. وبما أن الدرية هي لغة البيروقراطية، فقد سيطر عليها الأفغان الناطقون بالفارسية. يظهر التفريس بشكل خاص في حالة «الكابليين»، وهم العائلات الراسخة من كابل (عادة ما يكون البشتون منغمسين تمامًا في الثقافة الفارسية).
يتعزز التفريس أيضًا من خلال عملية التحضر في البلاد، مما أثر على خصائص المجموعات العرقية الأفغانية. أهم مجموعتين عرقيتين في أفغانستان هما البشتون، الذين يتحدثون اللغة الباشتوية، والطاجيك، الذين يتحدثون الفارسية. وبينما سيطر البشتون على البلاد لأنهم يشكلون غالبية السكان الأفغان، لا تزال الثقافة الفارسية تتخللهم. وفي بداية تاريخ أفغانستان كدولة مستقلة، انتقل العديد من البشتون إلى مناطق حضرية واعتمدوا اللغة الدرية لغةً لهم. ونتيجةً لذلك، فإن العديد من عرقية البشتون في أفغانستان يعرّفون أنفسهم على أنهم طاجيك[بحاجة لمصدر] ولكن لا يزال لديهم أسماء بشتونية (مثل الاسم الأخير مع لاحقة «-زاي») لمجرد أنهم يتحدثون الدرية ويتم استيعابهم في الثقافة الطاجيكية في البلد ضمن عملية تُعرف باسم «إزالة القبيلة».

## التفريس الممنهج للعرب في إيران
خضعوا العرب في إيران، وخاصة في محافظة خوزستان لسياسات تفريس ممنهجة ومتصاعدة منذ ضمّ الإقليم إلى الدولة الإيرانية الحديثة عام 1925. وقد بدأ هذا النهج في عهد رضا شاه بهلوي، واستمر تحت حكم الجمهورية الإسلامية بعد عام 1979.
تجلّت ملامح التفريس في إقليم الأهواز عبر عدة مستويات متداخلة، شكّلت في مجملها سياسة متكاملة تهدف إلى محو الهوية العربية واستبدالها بالهوية الفارسية الرسمية للدولة. كان أبرز هذه المظاهر في الجانب اللغوي، حيث فُرض حظر غير معلن على استخدام اللغة العربية في النظام التعليمي الرسمي، وقُصرت دراستها على المجال الديني فقط، بوصفها لغة القرآن، من دون الاعتراف بها كلغة أمّ لمجتمع عربي أصيل يمتد وجوده التاريخي والجغرافي في هذه الأرض. إضافة إلى ذلك، لا يُسمح بإنشاء مدارس تُدرّس باللغة العربية، كما تغيب اللغة تمامًا عن الإعلام الحكومي المحلي، ما يجعل الأجيال الجديدة معزولة لغويًّا عن تراثها وهويتها.
أما في ما يتعلق بالأسماء والرموز، فقد مُنع العرب، في العديد من الحالات، من إطلاق الأسماء العربية على أبنائهم، وفرضت السلطات بدائل فارسية أو أسماء أئمة شيعة. كذلك، أقدمت الدولة على تغيير أسماء العديد من القرى والمدن العربية إلى أخرى ذات طابع فارسي، في محاولة لطمس المعالم الثقافية والرمزية التي تعكس الطابع العربي للإقليم، ولتغيير الطوبوغرافيا الثقافية والتاريخية للمنطقة.
في الفضاء الثقافي والإعلامي، تمّ تهميش الثقافة العربية بشكل شبه تام. فالعرب محرومون من التمثيل الإعلامي بلغتهم، كما يُمنعون من تأسيس مؤسسات ثقافية مستقلة أو بث إذاعي ناطق بالعربية، ما يكرّس حالة من الاغتراب الثقافي داخل موطنهم التاريخي، ويقوض إمكانات التعبير الحر عن الذات الجمعية العربية.
من جهة أخرى، تبنّت الدولة سياسات ديموغرافية واقتصادية ترمي إلى تغيير التركيبة السكانية في خوزستان. إذ شجّعت على هجرة الفرس إلى الإقليم، مقابل التهميش الممنهج للسكان العرب الأصليين، وحرمانهم من الاستفادة العادلة من الموارد الطبيعية، رغم أن الإقليم ينتج أكثر من 80% من نفط إيران، ويضم نحو ثلث مياهها السطحية، ويُعد من أهم مناطقها الزراعية والصناعية.
وقد وثّقت العديد من التقارير الحقوقية الدولية أن هذه السياسات تمثل نمطًا من "التطهير الثقافي الصامت"، الذي يهدف إلى إذابة الشخصية العربية في بوتقة القومية الفارسية المهيمنة. ورغم أن الجمهورية الإسلامية تسوّق نفسها خارجيًا كدولة متعددة القوميات، فإن الواقع في إقليم الأهواز يفضح بنية قائمة على التمييز البنيوي والقمع المنهجي لأي تعبير عن الهوية العربية.